# Августовка (Калининградская область)
Августовка — посёлок в Багратионовском районе Калининградской области. Входит в состав Долгоруковского сельского поселения.

## История
В 1908 году в Дрангзиттене на реке Пасмар (ныне река Майская) была построена мельница.
В 1946 году Дрангзиттен и Йонкен были объединены и переименованы в поселок Августовку, Графентин - в поселок Камышево, в 1993 году они объединены названием - Августовка.

## Население
| 2002 | 2010 |
| ---- | ---- |
| 30   | ↘17  |

В 1910 году проживало 147 человек, 1933 году 301 житель, 1939 году - 315 жителей.